# Karl Eduard Meinicke
Karl Eduard Meinicke, född 31 augusti 1803 i Brandenburg an der Havel, död 26 augusti 1876 i Dresden, var en tysk geograf.
Meinicke blev 1825 lärare vid gymnasiet i Prenzlau och var 1846-69 dess direktor. Han var en av Carl Ritters främsta lärjungar samt i synnerhet kännare av Asiens och Australiens etnografiska förhållanden.